# Pilosella flagellaris
Pilosella flagellaris là một loài thực vật có hoa trong họ Cúc. Loài này được (Willd.) Arv.-Touv. miêu tả khoa học đầu tiên năm 1873.